# Suzuki Shigetane

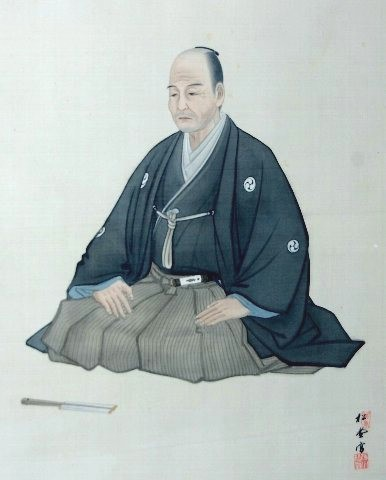
Suzuki Shigetane

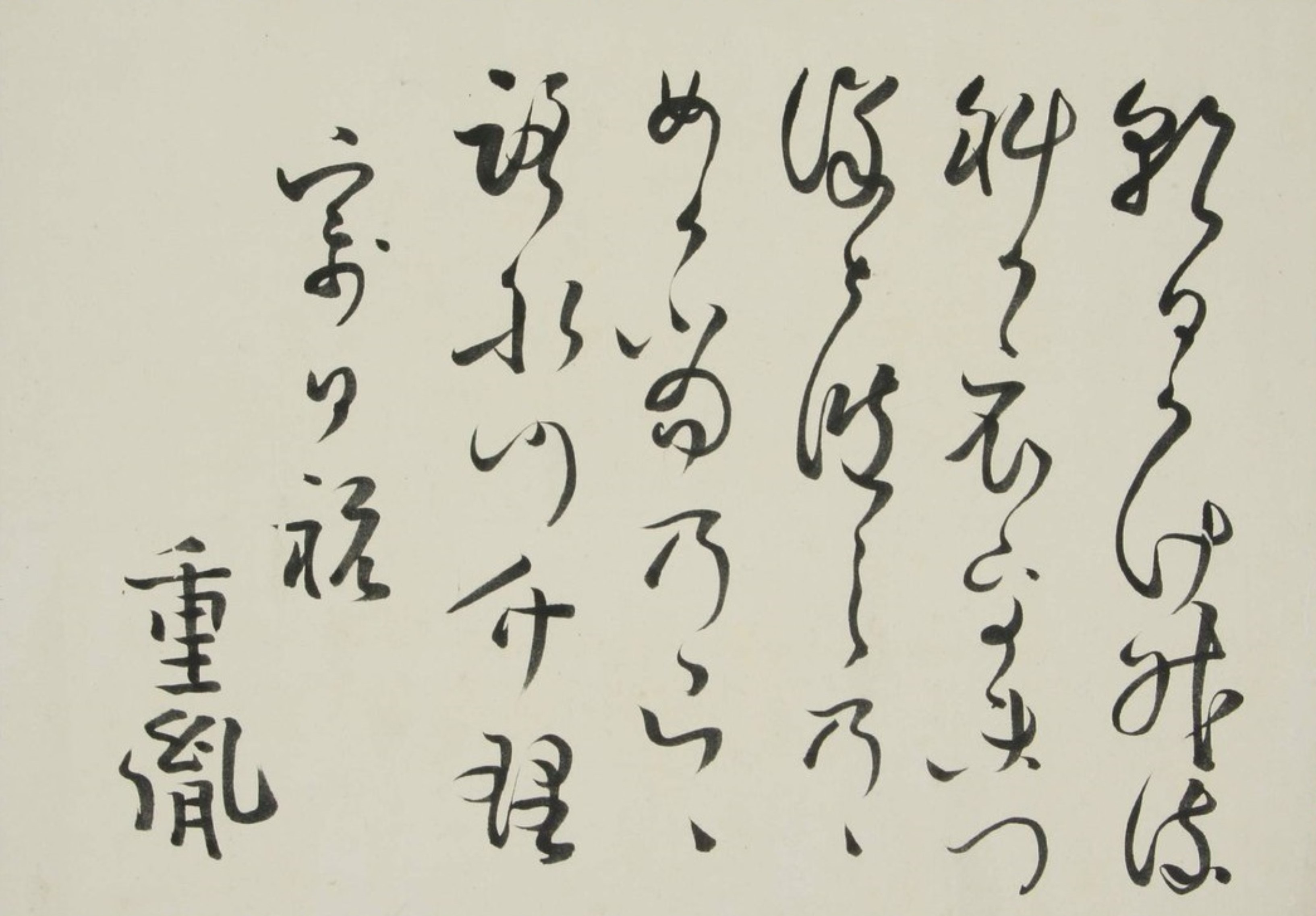
Text, geschrieben von Suzuki Shigetane

Suzuki Shigetane (japanisch 鈴木重胤; geboren 13. Juni 1812 in Nii auf der Insel Awaji (heute Präfektur Hyōgo); gestorben 27. September 1863 in Edo) war ein japanischer Gelehrter in der Bakumatsu-Zeit.

## Leben und Wirken
Suzuki Shigetane wurde auf Awaji als 5. Sohn des Dorfältesten Hozumi Shigetaka (穂積 重威) geboren, nannte sich aber später Suzuki. Seinen ersten Unterricht erhielt er ab 1823 von seinem Vater, und zwar in der Kokugaku, also der „Lehre von der Nation“. Nach dem Tode seines Vaters ging er nach Osaka, um das Wohl der Familie zu erhalten und arbeitete dort kurz in einem Handelshaus. Dann aber, wissenschaftlich stark interessiert, bewarb er sich 1832 bei dem wichtigsten Vertreter der Kokugaku Hirata Atsutane. Suzuki, der sich als Hiratas Schüler verstand, blieb aber zunächst in Osaka und bildete sich ab 1834 unter Ōkuni Takamasa (1793–1871) weiter. Ab 1844 lebte Suzuki in Edo.
1848 vollendete Suzuki sein Werk „Engishiki noritō kōgi“ (延喜式祝詞講義), etwa „Ausführungen zum shintoistisches Gebet im Engishiki“. Um 1853 begann Suzuki seinen Kommentar zur Chronik aus dem 8. Jahrhundert, dem Nihonshoki. Sein Kommentar, das „Nihonshoki den“ (日本書記伝), wurde jedoch nie vollendet.
Suzuki wurde 1863 zu Hause ermordet, die Gründe sind nie geklärt worden.